# Volby do zastupitelstva města Plzně 2006
Volby do zastupitelstva města Plzně proběhly v roce 2006 proběhly v rámci obecních voleb v pátek 20. a sobotu 21. října. Zvoleno bylo celkem 47 zastupitelů. 
Vítězem voleb se stala Občanská demokratická strana, která získala 22 zastupitelů. Koalici vytvořila s KDU-ČSL a Pravou volbou pro Plzeň. Primátorem se stal Pavel Rödl.

## Výsledky hlasování
| Volební strana                                                | Počet hlasů | Hlasy v % | Mandáty | Bilance |
| ------------------------------------------------------------- | ----------- | --------- | ------- | ------- |
| Občanská demokratická strana                                  | 0 1 007 049 | 045,23    | 22      | ▬ ±0    |
| Česká strana sociálně demokratická                            | 0 451 520   | 0 20,28   | 14      | ▲ +4    |
| Komunistická strana Čech a Moravy                             | 0 277 883   | 0 12,48   | 6       | ▼ -1    |
| Pravá volba pro Plzeň                                         | 0 177 562   | 0 7,98    | 3       | ▼ -1    |
| Plzeňská aliance                                              | 0 168 750   | 0 7,58    | 3       | ▲ +3    |
| Křesťanská a demokratická unie – Československá strana lidová | 0 141 259   | 0 6,35    | 3       | ▬ ±0    |
| Koruna Česká (monarchistická strana Čech, Moravy a Slezska)   | 0 141 259   | 0 0,10    | 0       | ▬ ±0    |